# 155 North Wacker
Le 155 North Wacker est un gratte-ciel de bureaux de la ville de Chicago, dans l'État de l'Illinois. Situé au 155 North Wacker dans le secteur financier du Loop, l'immeuble mesure 195 mètres pour 48 étages.
Le 155 North Wacker a été conçu par Goettsch Partners et développé par la John Buck Company,. Il est à 638 pieds (195 m). Du fait de sa haute qualité environnementale, il a reçu la certification argent du label Leadership in Energy and Environmental Design (LEED).